# Casa al carrer Sant Sebastià, 5 (Valls)
La Casa al carrer Sant Sebastià, 5 és una obra eclèctica de Valls (Alt Camp) protegida com a Bé Cultural d'Interès Local.

## Descripció
Edifici entre mitgeres situat al carrer Sant Sebastià. Es tracta d'una construcció de quatre altures, planta baixa i tres pisos. Típica edificació del segle xix, amb parcel·la estreta i allargada, forma que es reflecteix en la façana. La simetria s'estableix a partir de les dues línies verticals d'obertures, diferenciant-se en el segon pis per un balcó corregut. Les baranes metàl·liques presenten una decoració floral i vegetal. A la planta baixa s'obren dos portals, el més petit amb una reixa a la part superior on apareix la data “1891”. La façana es presenta arrebossada, i amb simulació de carreus a la planta baixa i primer pis.